# Arsenie Todiraș
Arsenie Todiraș (né le 22 juillet 1983 à Chișinău) connu également sous le pseudonyme de  Arsenium est un chanteur pop moldave. Il a été membre du groupe O-Zone. Il poursuit maintenant une carrière en Roumanie.
Il a représenté la Moldavie au Concours Eurovision de la chanson 2006 avec le titre Loca.
Il a représenté la Roumanie au festival de Viña del Mar 2014 avec le titre Rumadai.

## Singles
- Love Me, Love Me (2005)
- Loca (2006)
- Professional Heartbreakers (2007)
- Wake Up (2008)
- Rumadai (2008)
- Minimum (2009)
- erase it
- you can be free
- My heart
- Remember me
- I'm giving up (2012)
- Bella Bella (2015)

## Albums
- The 33rd Element (2006)